# 2860 Pasacentennium
2860 Pasacentennium је астероид главног астероидног појаса чија средња удаљеност од Сунца износи 2,331 астрономских јединица (АЈ).
Апсолутна магнитуда астероида је 12,6.